# Борчанінов Олександр Лукич
Олександр Лукич Борчанінов (нар. 10 листопада 1884, село Зюкайка Оханського повіту Пермської губернії, тепер Пермського краю, Російська Федерація — 23 березня 1932, місто Ростов-на-Дону, Російська Федерація) — радянський партійний та військовий діяч, голова Одеського губернського революційного комітету, голова Пермської міської ради.

## Біографія
Народився в родині робітника Пермського гарматного заводу. У 1891—1897 роках навчався в Пермському технічному училищі і Уфимському землемірному училищі. Потім працював на Пермському гарматному заводі слюсарем-металістом і токарем.
З 1901 року брав участь в революційному русі. Член РСДРП(б) з 1903 року.
Заарештовувався царською владою в 1904 і 1905 роках. Входив до складу Пермського і Мотовилихинського комітетів РСДРП(б). Був одним з керівників Мотовилихинського збройного повстання в грудні 1905 року. У березні 1906 року став членом Київського комітету РСДРП(б). За участь у революційній діяльності був засуджений Київської судовою палатою засуджений до чотирьох років каторжних робіт і поселення в селі Покровське Якутської області. У березні 1917 року амністований.
З липня по листопад 1917 року — голова Мотовилихинської ради Пермської губернії, член Пермського комітету РСДРП(б).
У листопаді — грудні 1917 року — голова Пермської міської ради. Перебував на партійній роботі. У березні — червні 1918 року — голова Пермської міської ради.
З червня по липень 1918 року очолював загін Червоної гвардії. Потім служив у Червоній армії. У серпні — вересні 1918 року — начальник 4-ї Уральської стрілецької дивізії РСЧА. У вересні — листопаді 1918 року — військовий комісар 4-ї Уральської стрілецької дивізії. У листопаді — грудні 1918 року — військовий комісар 30-ї Іркутської стрілецької дивізії. У грудні 1918 — жовтні 1919 року — військовий комісар 29-ї піхотної дивізії РСЧА. У жовтні 1919 — квітні 1920 року — командир партизанського лижного загону РСЧА.
У червні — липні 1920 року — голова Одеського губернського революційного комітету.
У серпні 1920 — січні 1921 року — член РВР 2-ї Кінної армії РСЧА.
У лютому — квітні 1921 року — керівник відновлення Пермської залізниці. У квітні — липні 1921 року — завідувач агітаційно-пропагандистського відділу Пермського губернського комітету РКП(б). У червні — вересні 1921 року — голова Пермської міської ради.
У липні 1921 — лютому 1922 року — голова Пермської губернської надзвичайної комісії (ЧК). У лютому — травні 1922 року — начальник Пермського губернського відділу ДПУ.
У грудні 1922 — листопаді 1923 року — голова виконавчого комітету Тюменської губернської ради.
У грудні 1923 — листопаді 1924 року — голова виконавчого комітету Златоустівської окружної ради.
У грудні 1924 — лютому 1926 року — голова виконавчого комітету Пермської окружної ради.
У лютому 1926 — жовтні 1928 року — інструктор Всеросійського центрального виконавчого комітету.
У жовтні 1928 — 1929 року — голова Тульської губернської планової комісії.
У 1929—1930 роках — завідувач Краснодарського окружного земельного відділу.
У 1930—1931 роках — завідувач організаційного відділу Чеченського обласного комітету ВКП(б).
У 1931 — березні 1932 року — голова Ростовської-на-Дону контрольної комісії ВКП(б).
Похований на Братському цвинтарі міста Ростова-на-Дону.

## Нагороди
- орден Червоного Прапора (1923)